# Deák Zsuzsanna
Deák Zsuzsanna (Pécs, 1945. december 4.–) magyar grafikusművész.

## Pályája
A pécsi Művészeti Gimnáziumban érettségizett 1964-ben, a mestere Simon Béla volt. 1964 és 1974 között kiállítás és nyomdagrafikával foglalkozott egy kiállítástervező és -kivitelező dekorációban. 1974-től szabadúszó alkalmazott grafikus. Ipari vásárokon és kereskedelmi kiállításokon dolgozott. Ő tervezte a Magyar Televízió Pécsi Körzeti Stúdiójának három megyét jelképező emblémáját, majd utána csaknem tíz évig rendszeresen részt vett a stúdió díszleteinek megalkotásában. Később képgrafikával kezdett el foglalkozni, majd textillel. A Hetényi 7ek művészcsoport alapítója. Hosszúhetényben él.

## Egyéni kiállításai
- 1972 • Kisgaléria, Pécs • József Attila Művelődési Ház, Pécs
- 1973 • Fiatal Művészek Klubja, Budapest • Lahti Múzeum, Lahti (FIN)
- 1974 • Május 1. Művelődési Ház, Komló
- 1976 • Ifjúsági Ház, Pécs
- 1977 • Építőművészek Szövetsége, Budapest • Környezetvédelmi Konferencia, Visegrád
- 1978 • Egyetemi Klub, Szeged • Dunántúli Napló, Pécs
- 1979 • Baranyaker, Pécs
- 1985 • Művelődési Ház, Bonyhád
- 1987 • Ifjúsági Ház, Pécs • Püspökszentlászló
- 1988 • Siklósi vár, Siklós
- 1989 • Művelődési Központ, Hosszúhetény • Püspökszentlászló
- 1990 • Művelődési Központ, Komló
- 1991 • Morolo (OL)
- 1992 • Művelődési Központ, Pécsvárad • Füredi Galéria, Kaposvár
- 1993 • Művelődési Központ, Marcali • Színház- és Hangversenyterem, Komló • Nasice (HRV)
- 1994 • Nevelők Háza, Pécs • Thermál Szálló, Hévíz
- 1995 • Széchenyi Művelődési Központ, Győr • Pataki Művelődési Központ, Budapest • Művelődési Központ, Hosszúhetény
- 1996 • Florstadt-Staden (D) • Theodora Quelle, Kékkút • Általános Iskola, Magyarmecske • Vadászház Panzió, Kisújbánya • Kápolna, Balatonboglár • Széchenyi Művelődési Központ, Győr • Körmend • Hotel Thermál Margitsziget, Budapest
- 1997 • Hotel Wimberger, Bécs • Művelődési Központ, Villány
- 1998 • Kapos-Art Galéria, Kaposvár • Művelődési Központ, Pécsvárad • Ifjúsági Ház Galéria, Pécs • Széchenyi Művelődési Központ, Győr • Bécs
- 1999 • Hotel Béke Radisson, Budapest • Megyei Művelődési Központ, Dunaújváros • Széchenyi Művelődési Központ, Győr • Bécs
- 2000 • Újpesti Gyermek és Ifjúsági Ház, Budapest • MOM Művelődési Ház, Budapest • Danubius Thermál Hotel, Hévíz • Bécs
- 2001 • Pécsi Galéria, Pécs
- 2002 • Lahti (FIN) • Tallinn (Észtország)
- 2003 • Pécsváradi Vár.

## Közintézményekben levő munkák

### Budapest
- Hotel Astoria
- Hotel Béke Radisson
- Innoproject Kft.
- Sote Neurológiai Klinika

### Hosszúhetény
- Iskola
- Polgármesteri hivatal

### Komló
- Városi Kórház
- Színház és Hangversenyterem
- Közösségek Háza

### Pécs
- Mecseki Erdészeti Zrt. (irodaházak, erdészházak)
- Janus Pannonius Múzeum
- Önkormányzat
- Hotel Palatinus
- Hotel Pátria

### Pécsvárad
- Egészségközpont
- Polgármesteri Hivatal
- Uszoda

### Lahti (Finnország)
- Lahti Múzeum

## Díjai
- Tetra Pak Design Prize I. díj (1989)
- Dunántúli tárlat, Grafikai díj (1989),
- Baranya Megyei Közgyűlés Művészeti Díja (1993)
- Hosszúhetényért Kitüntető Díj (2005)
- Bicsérdi Őszi Tárlat, különdíj (2009)
- Magyar Köztársaság Arany Érdemkereszt (2010)[3]